# Кубинська новела
«Кубинська новела» — радянський короткометражний телевізійний художній фільм, знятий режисером Сергієм Колосовим за сценарієм Генріха Боровика на Творчому об'єднанні телевізійних фільмів в 1962 році.
Консультантом фільму був кубинський письменник Хуан Аркоча. У зйомках брали участь кубинці-студенти московських вузів, пісні виконували Хорхе Луїс Пачеко і Хуан Франциско Сеперо.

## Сюжет
Спрямований революційним урядом на нове місце роботи уповноважений Державного банку Максімо Ернандес, за допомогою керуючого Мартінеса і ліфтера Хосе, викриває і затримує підісланого колишніми господарями авантюриста Гарсіа, який проник в будівлю банку і намагався винести заховані там цінні папери, за якими за кордоном можна отримати вивезені напередодні революції гроші, які сьогодні так необхідні для будівництва дитячих ясел, куди можуть відвести своїх дітей працюючі жінки тютюнової фабрики.

## У ролях
- Лев Свердлін —  Максімо Ернандес
- Всеволод Якут —  Роберто Мартінес
- Володимир Дружников —  Гарсіа
- Вейланд Родд —  Хосе
- Тамілла Агамірова —  делегат від тютюнової фабрики
- Лев Бордуков —  делегат від тютюнової фабрики
- Людмила Карауш —  делегат від тютюнової фабрики
- Ерменгельд Коновалов —  чистильник взуття
- Августа Миклашевска —  літня кубинка
- Готліб Ронінсон —  бармен
- Семен Свашенко —  робітник
- Володимир Ферапонтов —  охоронець банку
- Вікторія Чаєва —  секретарка
- Валентин Кулик —  повстанець

## Знімальна група
- Автор сценарію:  Генріх Боровик
- Режисер-постановник:  Сергій Колосов
- Оператор:  Володимир Яковлєв
- Композитори: Олександр Голубенцев, Мануель Пуерто Керога
- Художник:  Василь Голіков